# 유거 (서진)
유건(劉虔) 또는 유거(劉璩, ? ~ 311년)는 촉한 효회황제(蜀漢 孝懷皇帝) 유선(劉禪)의 칠남이다.

## 행적
정사 삼국지 후주전(유선전)에 의하면 경요(景耀) 2년, 즉 서기 259년 형제인 유심(劉諶)이 북지왕(北地王)으로, 유순(劉恂)이 신흥왕(新興王)으로 봉해질 때 함께 상당왕(上黨王)에 봉해졌다.
263년, 촉한이 멸망하자 위에 투항하여 작위를 받았으며, 311년에는 영가의 난을 일으킨 유요와 왕미에 의해 다른 형제들과 함께 살해당했다.

## 후삼국지
유연이라는 이름으로 등장하고 한을 다시 세우는 것으로 묘사되어 있으나, 이는 역사적 사실이 아니다. 유선의 아들 유거와 흉노 출신의 유연간에는 직접적인 관계가 없고, 따라서 유연의 후손인 유총과 유찬도 유비나 유선의 후손이 아니다.

## 같이 보기
- 유현 - 영가의 난 때 유일하게 살아남은 유비의 후손
- (한국어) 정사 삼국지 卷33 蜀書三 후주전 (유선전)